# Aber Wrac’h
Das Aber Wrac’h (auch: Aber Vrac’h, bretonisch Aber Ac’h) ist ein Fluss in Frankreich, der im Département Finistère in der Region Bretagne verläuft und der auf seinem Mündungsabschnitt über mehrere Kilometer eine Ria bildet. In diesem Mündungsabschnitt wird das Aber Wrac’h bereits von den Gezeiten beeinflusst.
Das Aber entspringt im Gemeindegebiet von Trémaouézan, nördlich von Landerneau, entwässert generell in nordwestlicher Richtung und mündet nach rund 33 Kilometern zwischen Landéda und Plouguerneau in den Ärmelkanal. Zusammen mit dem Aber Ildut und dem Aber Benoît ist das Aber Namensgeber der Côte des Abers.

## Orte am Fluss
- Ploudaniel
- Le Folgoët
- Lanarvily
- Loc-Brévalaire
- Kernilis
- Lannilis
- Plouguerneau
- Aber Wrac’h, Gemeinde Landéda

## Hafen und Sehenswürdigkeiten
Aber Wrac’h bezeichnet ebenfalls einen Weiler im Gemeindegebiet von Landéda, rund um den Hafen am südlichen Ufer der Ria. Dieser Hafen wird heute in erster Linie von Wassersportlern genutzt.
Östlich der Mündung vor Lilia liegt die Île Vierge mit ihren beiden Leuchttürmen. Der 1902 gebaute Große Leuchtturm ist mit 82,5 m der höchste Leuchtturm Europas und der höchste Steinleuchtturm der Welt. Weitere Leuchttürme im Mündungsbereich befinden sich in Lanvaon und auf der Île Wrac’h.
Eine weitere Sehenswürdigkeit ist die Pont Krac’h (auch: Pont du diable dt. Teufelsbrücke genannt), ein bereits im 5. Jahrhundert v. Chr. aus Steinblöcken ohne Bindemittel errichtetes Bauwerk über das Aber Wrac’h. Heute ist sie nur noch bei Niedrigwasser zu sehen.  Die Bezeichnung Teufelsbrücke entstammt einer Legende, nach der der Teufel selbst die Brücke errichtet habe.
Von 1898 bis 1940 gab es eine Schmalspurbahn, die in Plabennec von der Strecke Brest – Saint-Pol-de-Léon abzweigte und über Lannilis bis Landéda und weiter bis zum Hafen von Aber Wrac’h führte. Dort endete die Strecke unmittelbar am Hafen. Bereits 1931 wurde der Ersatz dieser Linie durch Autobusverkehr beschlossen.
|  |  |  |  |  |